# فاين إير
شركة فاين إير هي شركة شحن جوي دولية عملت من 1989 إلى 2002، عندما غُير اسمها إلى Arrow Air بعد إفلاسها واستحواذها. قامت بتشغيل طائرات من نوع دوغلاس دي سي-8 ولوكهيد إل-1011 إلى وجهات في أمريكا الوسطى وأمريكا الجنوبية ومنطقة البحر الكاريبي من مطار ميامي الدولي.